# Дорзель
Дорзель (нім. Dorsel) — громада в Німеччині, розташована в землі Рейнланд-Пфальц. Входить до складу району Арвайлер. Складова частина об'єднання громад Аденау.
Площа — 7,20 км2. Населення становить 213 ос. (станом на 31 грудня 2020).